# هيروشي تاناهاشي
هيروشي تاناهاشي (باليابانية 棚橋 弘至 تاناهاشي هيروشي، ولد 13 نوفمبر 1976) هو مصارع ياباني محترف يعمل حاليا في اتحاد نيو جابان برو رسلينق (أن جي بي دبليو NJPW) حيث هو حاليا حامل بطولة IWGP للقارات للمرة الثانية في تاريخه، وقد حمل بطولة IWGP للوزن الثقيل سابقا سبع مرات، وثلاث مرات بطل نيفر للفرق السداسية ومرتين بطل IWGP للفرق. من خلال اتفاقية اتحاد نيو جابان مع الاتحاد المكسيكي كونسيخو مونديال دي لوتشا ليبري (سي أم أل أل CMLL) واتحاد برو رسلينق نواه الياباني. تاناهاشي أيضا حمل بطولة CMLL العالم للفرق وبطولة CMLL العالم للفرق الثلاثية ودورة CMLL لليونيفرسال وبطولة GHC للفرق. تاناهاشي يحمل الرقم القياسي كأكثر شخص يحمل بطولة IWGP للوزن الثقيل بسبع مرات. وفترة حمله الخامسة للبطولة تعتبر أكثر فترة تم الدفاع عن البطولة بها بنجاح، بواقع إحدى عشر انتصار. كما أيضا فاز بالدورة الأهم لاتحاد NJPW، دورة G1 كليمكس في مناسبتين (2007,2015).
عندما تم تقديم تاناهاشي في قاعة المشاهير الخاصة بنشرة ريسلنق أوبزيرفر في 2013، ديف ميلتزر قال «ستجد أسبابا قوية تجعل منه أفضل مؤدي داخل الحلبة في مجال المصارعة هذه الأيام» وأكمل قائلا أنه «النجم الأبرز (القائد) في عودة اتحاد نيو جابان من كونه في حالة مزرية قبل عدة سنوات إلى أن أصبح ثاني أفضل اتحاد مصارعة في العالم»

## النشأة
قبل الدخول في عالم مصارعة المحترفين، كان هيروشي تاناهاشي لاعب بيسبول في المدرسة الثانوية. بدأ المصارعة بينما كان يحضر جامعة ريتسوميكان في كيوتو، وكان ناجحا إلى حد ما. خلال ذلك الوقت تمت ملاحظته من قبل كشافين اتحاد نيو جابان برو ريسلينغ (أن جي بي دبليو NJPW) ودعوه لمركز تدريب الاتحاد (دوجو NJPW) لتجربته. وقد نجح في التجربة وقبل كمتدرب لديهم.

## مسيرته في مصارعة المحترفين

### نيو جابان برو ريسلينغ

#### السنوات الأولى (1999-2003)
بعد تخرجه من مركز تدريب نيو جابان (دوجو NJPW)، تاناهاشي صارع لأول مرة في أكتوبر 1999، في مباراة أمام شينيا ماكابي. جنبا إلى جنب مع المبتدئين شينسوكي ناكامورا وكاتسويوروي شيباتا، تاناهاشي أصبح واحد من «الفرسان الثلاثة الجديدة». وأصبح يتوقع منه الكثير وتم منحه انتصارات على أسطورة اللوتشا لايبريه نيقرو كاساس في يوليو 2001 والأسطورة الأمريكي سكوت هول في سبتمبر 2001. وأستمرت نجوميته في الأرتفاع وفي دورة ج1 كليمكس 2002 (أحد أهم دورات اتحاد نيو جابان) تاناهاشي أنتصر على كنسوكي ساساكي في أقل من دقيقتين. بعد ذلك، أنضم تاناهاشي إلى كينزو سوزوكي ليشكلوا فريق «كينقز أوف ذا هيلز» (ملوك التلال). وأصبحت لهم شعبية كبيرة لكن هذه الشراكة أنتهت بعد حادث واقعي: في نوفمبر 2002. طعن تاناهاشي في ظهره من قبل هيتومي هارا (مذيع تلفزيون اساهي TV Asahi) وتم نقل تاناهاشي إلى المستشفى. وقيل انه سيتعافى. ومن المفارقات أن هذا الحادث قد يكون أفضل شيء حدث له في مسيرته. حادثة الطعن تم الإبلاغ عنها على نطاق واسع في جميع أنحاء اليابان وأصبح الجميع ينتظر عودة تاناهاشي من جديد. في 16 فبراير 2003، عاد تاناهاشي كمصارع فردي في عرض بيعت تذاكره بالكامل في مدينة طوكيو في مباراة أمام مانابو ناكانيشي.

#### الصعود إلى النجومية (2003-2010)
بدت مسيرته في الصعود بسرعة من هذه النقطة. وفي النصف الاخير من عام 2003، أستحوذ تاناهاشي على بطولة IWGP U-30 للوزن المفتوح وبطولة IWGP للفرق في مناسبتين مختلفتين. في أغسطس 2004، وصل إلى نهائيات لدورة جي1 كليمكس وفي 4 يناير 2005 تصدر مهرجان توكون: عالم المصارعة 2005 في قاعة طوكيو دوم في مباراة حين خسر بطولة IWGP U-30 للوزن المفتوح لصالح شينسوكي ناكامورا. في 2005، تاناهاشي شارك أيضا في المناسبة رقم 15 لمسابقة ساسوكي في 20 يوليو. وخرج في الجولة الأولى. في 18 يونيو تاناهاشي أنتصر على تورو يانو في نهائي دورة ليستعيد بطولة IWGP U-30 للوزن المفتوح. ليواصل وينتصر على ماساهيرو شونو في الجولة الأولى من كاس نيو جابان (لتحديد المنافس الأول لبطل IWGP للوزن الثقيل بروك ليسنر) في 16 أبريل 2006 في قاعة كوراكين، وعلى هيروشي تينزين في الجولة الثانية باستخدام حركة دراغون سوبلكس هولد، في 25 أبريل في قاعة أوموتا سيتيزن جيمناسيوم قبل أن يخسر لصالح يوجي ناغاتا في نصف النهائي تاريخ 29 أبريل في قاعة توتوري الصناعية. تاناهاشي أيضا أنتصر على النمر المقنع في 31 مايو 2006 في أول مناسبة لعرض ريسللاند.
في 7 يونيو 2006، تاناهاشي تخلى عن بطولة U-30 للوزن المفتوح فقط من أجل أن يركز على مباراته أمام بطل IWGP للوزن الثقيل بروك ليسنر. وحين لم يظهر بروك ليسنر في المباراة تم سحب البطولة منه وتم وضع تاناهاشي في دورة لتحديد البطل الجديد. في 17 يوليو 2006، تاناهاشي فاز لأول مرة ببطولة IWGP للوزن الثقيل حين أنتصر على جاينت بيرناند في نهائي الدورة. ظهر مع البطولة خلال ظهوره الثاني في SASUKE خلال المنافسة 17, حيث تم أقصائه في الجولة الأولى. وبعد حمله للبطولة لقرابة التسع شهور (270 يوم)، ودفاعه عن البطولة أمام أمثال شينسوكي ناكامورا وتايو كيا وأخرون، تاناهاشي خسر البطولة لصالح يوجي ناغاتا، الذي أنتصر في كاس اليابان 2007 ليصبح المنافس الأول. تاناهاشي تمكن من العودة من خلال فوزه ببطولة جي1 كليمكس 2007, حين أنتصر على يوجي ناغاتا في النهائي، وتحدى عدوه على مباراة أعادة في 8 أكتوبر 2007 حين قام بتثبيت يوجي ناغاتا ليستعيد بذلك البطولة. في 4 يناير 2008، تاناهاشي هزم في الحدث السنوي لنيو جابان الذي يقام في قاعة توكيو دوم، حدث رسل كينقوم II, من قبل شينسوكي ناكامورا ليخسر البطولة لصالحه في الحدث الرئيسي لتلك الليلة. في فبراير خلال جولة ISM الخاصة بنيو جابان، تاناهاشي نجح بهزيمة أي جاي ستايلز في أعادة لمباراتهم عام 2006 في تي أن أيه. بعد ذلك، هيروشي تاناهاشي دخل في دورة كأس نيو جابان التي يصبح الفائز بها المنافس الأول وينال مباراة على بطولة IWGP للوزن الثقيل أمام البطل -في ذلك الوقت- شينسوكي ناكامورا، وبفوز على جاينت بيرنارد، تاناهاشي أصبح أول شخص يفوز مرتان بدورة كأس نيو جابان. منتصف فبراير، كان هناك بعض المشاكل له مع كأس نيو جابان. وفي حين أنه كان في مفاوضات معهم أستغل وضعه كمصارع مستقل وصارع لاتحاد ألل جابان برو رسلينق في دورتهم شامبيون كارنفال Champion Carnival. دخل كمصارع مكروة وأعطي الBlock from Hell، وبذلك أضطر أن ينافس تقريبا جميع النجوم البارزين في اتحاد ألل جابان برو رسلينق من ضمنهم تايو كيا، ساتوشي كوجيما، توشياكي كاوادا وأيضا معلمه كيجي موتوه. ونجح في الوصول إلى النهائيات بدون أي هزيمة وفي النهائي خسر أخيرا لصالح سواما.

### كونسيخو مونديال دي لوتشا ليبري(2005 , 2010-2013)

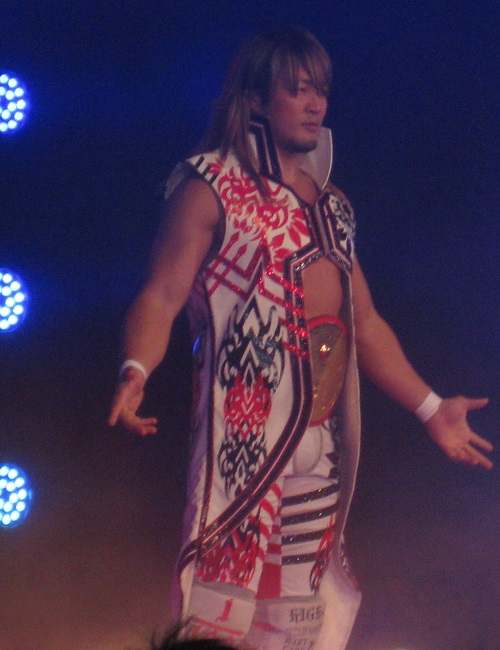
تاناهاشي مرتديا حزام بطولة CMLL لليونيفرسل في سبتمبر 2013

تاناهاشي لعب لأول مرة في أمريكا الشمالية في سبتمبر 2005 عندما ذهب هو وناكامورا إلى اتحاد كونسيخو مونديال دي لوتشا ليبري في المكسيك. هناك، قموا بعداوة مع فريق لوس قيريروز ديل انفيرو ونجحوا في الدفاع عن لقبهم بطولة IWGP للفرق امام ري بوكانيرو وأولمبيكو. تاناهاشي عاد للمكسيك واتحاد سي أمل أل أل في مايو 2010 لينضم لفريق لا اولا اماريلا (الموجة الصفراء) مع مواطنية اليابانين أوكمورا وتايشي. في 7 مايو 2010، لا اولا اماريلا أنتصروا على أل هيجو ديل فانتاسما، لا ماسكارا وهيكتور قارزا ليصبحوا ابطال CMLL العالم للفرق الثلاثية في الحدث الرئيسي لعرض Super Viernes. فترة حمل اولا اماريلا للبطولة صمدت فقط لأسبوعين عندما خسروها لصالح لا ماسكارا ولا سومبرا وماسكارا دورادا في 21 مايو 2010. بعد العرض تاناهشي عاد لليابان. في أغسطس 2011، تاناهاشي عاد لـCMLL كبطل IWGP للوزن الثقيل للمشاركة في دورتهم لتحديد بطل اليونيفرسل (العالمي). تاناهاشي دخل الدورة في 9 سبتمبر عندما أقصئ بطل CMLL العالم للوزن الثقيل ماسكارا دورادا في الجولة الأولى، تاناهشي اقصئ في الجولة الثانية من الدورة من قبل بطل CMLL للفرق أولتيمو قيررويو. تاناهاشي عاد مرة أخرى في 24 أغسطس 2012، مرة أخرى للمشاركة في دروة اليونيفرسل وفاز بمجموعته ليتأهل للنهائيات. في 31 أغسطس تاناهاشي خسر في نهائيات الدورة من قبل بطل CMLL العالم للوزن الثقيل أل تريبل. تاناهاشي أنهى جولته مع CMLL في 7 سبتمبر، حين تعاون مع ناماجاكوي وأوكمورا وتايشي في مباراة اليابان ضد المكسيك حين واجهوا بلاك واريور ولا ماسكارا ونيقرو كاساس وفالينتي. في النهاية، تاناهاشي قام بتثبيت لا ماسكارا بعد تدخل من قبل تايشي لينتصروا في المباراة. تاناهاشي عاد مرة أخرى لـCMLL في 23 أغسطس 2013، حين تعاون مع ناماجاكوي وبوما في مباراة فرق سداسية وخسروا امام مارك كورليوني وماكسيمو وشوكر. تاناهاشي عمل فالجولة كمصارع مكروه بعداوة مع المصارع أتلانتس. في 30 أغسطس، تاناهاشي دخل دورة بطولة اليوفرسل 2013، وانتصر في مجموعته بعد ان هزم لا سومبرا في النهائيات بمساعدة من فولادور جي أي ليتاهل للنهائي للمرة الثانية على التوالي. في 6 سبتمبر، تاناهاشي أنتصر على المصارع رش لينتصر في الدورة ويصبح بطل اليونفرسل لعام 2013.

### توتال نون ستوب أكشن ريسلنغ(2006,2008)
لعب لأول مرة في الولايات المتحدة مع اتحاد توتال نون ستوب أكشن ريسلنغ في 14 يناير 2006 في عرض فاينل رزلوشن. وخسر من قبل إيه جيه ستايلز. وقد شارك أيضا في مباراة ضد رودريك سترونق التي قد سجلت لتعرض في عرض أكسبلوشن بعدها بكم يوم.
تاناهاشي عاد مرة في لـتي أن أيه في عام 2008 لفترة قصيرة. في 30 أكتوبر في عرض أمباكت، خسر مباراة للفرق مع فولادور جي أر لصالح فريق موتور سيتي مشين غن. بعد المباراة تم توبيخهم من قبل الشيخ عبد البشير. في 6 نوفمبر في عرض أمباكت، تاناهاشي تعاون مع فولادور مرة أخرى وشارك في مباراة رباعية من نوع سلالام لتحديد المنافس الأول لينافس فريق بير موني إنك على بطولة TNA العالمية للفرق وكانت المباراة ضد فريق مات مورغان وأبيس وتيم ثري دي وفريق ذا لاتين اميركان أكسشاينج وانتصر فريق مات مورغان وأبيس. في عرض تيرنق بوينت، تاناهاشي شارك في مباراة 10 رجال من نوع X Division حيث جاء في المركز الرابع. بعد الإعلان عن مباراته على بطولة IWGP للوزن الثقيل امام موتوه، تاناهاشي قام بألغاء ما تبقى من أيامه مع تي أن أيه وعاد إلى نيو جابان برو رسلينق بدوام كامل.

## في المصارعة
- الضربة القاضية
  - هايفلاي فلو (فروق سبلاش)
  - تيكساس كلوفرليف
- حركات معروف بها
  - دراغون روكيت (سواسايد دايف)
  - دراغون سكرو
  - دراغون سليبر
  - أنزوقري
  - فلاش ألبو (ألبو دروب)
  - فلاينق فورأرم سبلاش
  - لايتنق سبيد كرادل
  - سوبلكس
  - رولينق سينتون
  - شينينق ويزرد
  - سلينق بليد

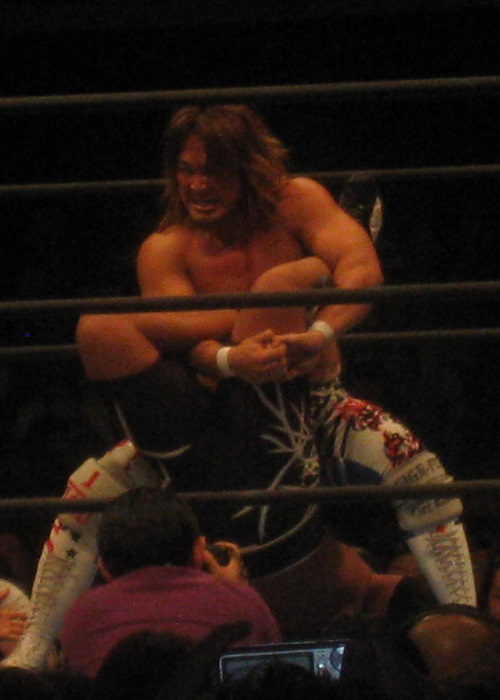
تاناهاشي ينفذ حركة كلوفرليف على توموهيرو ايشى

  - ستايلز كلاش (2013-إلى الآن) أخذها من إيه جيه ستايلز
  - تويست أند شوت (2015-إلى الآن)
- ألقابه
  - «هايفلاينق ستار»
  - «أيس أوف ذا يونيفرس»
  - «موهبة وحدة في القرن»
  - «مستر توكيو دوم»
- أغاني الدخول
  - «هاي أنرجي» (2004-2016)
  - «لوف & أنرجي» (4 يناير 2017 - إلى الآن)

## البطولات والإنجازات
- كونسيخو مونديال دي لوتشا ليبري

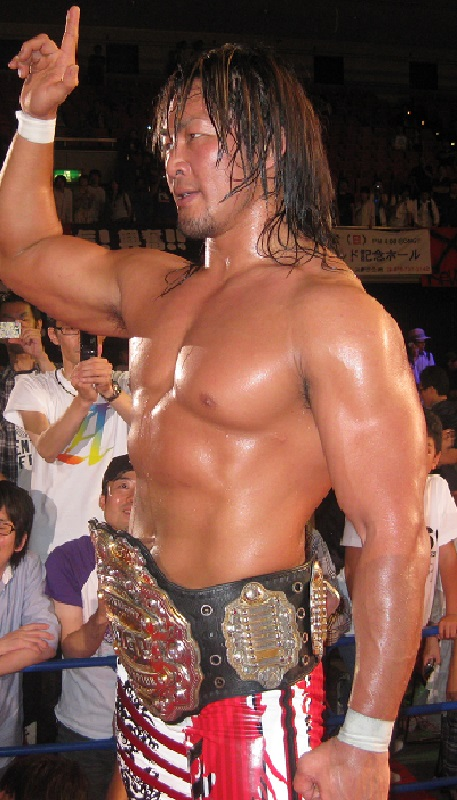
تاناهاشي يحمل بطولة IWGP للوزن الثقيل خلال فترته السادسة كبطل

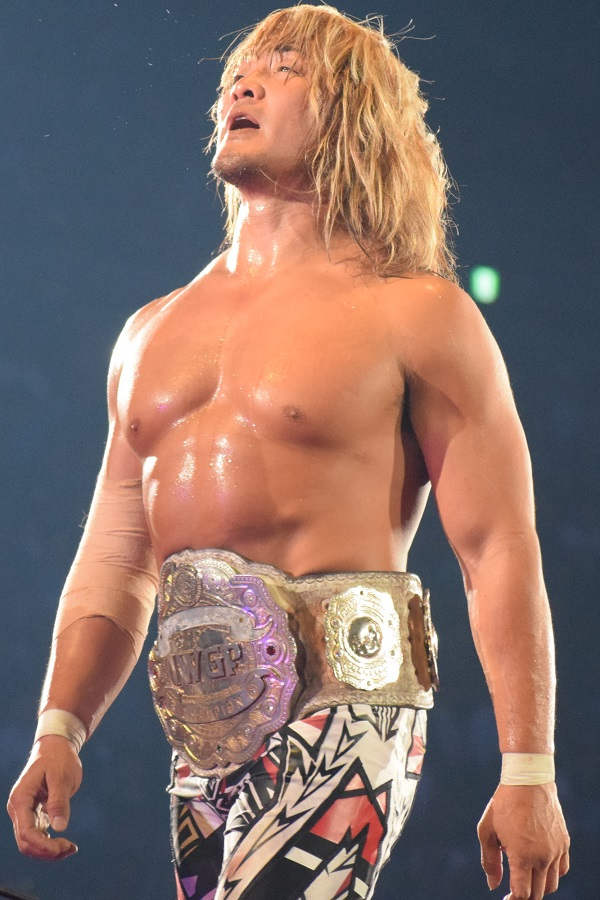
تاناهاشي كبطل IWGP للقارات في يونيو 2017

  - بطولة CMLL العالم للفرق (مرة واحدة) مع جوشن ثوندر ليغر
  - بطولة CMLL العالم للفرق الثلاثية (مرة واحدة) مع أوكيموا وتايشي
  - دورة CMLL لليونيفرسال (2013)
- نيو جابان برو رسلينق
  - بطولة IWGP للوزن الثقيل (7 مرات)
  - بطولة IWGP القارات (مرتان- الحالي)
  - بطولة IWGP للفرق (مرتان) مع شينسوكي ناكامورا ويوتاكا يوشي
  - بطولة IWGP U-30 للوزن المفتوح (مرتان)
  - بطولة نيفر في الوزن المفتوح للفرق الثلاثية (مرتان) مع يوشي تاتسو ومايكل الجين (مرة واحدة) ومع مانابو ناكانيشي وريوسوكي تاقوشي (مرة واحدة)
  - دورة G1 كليمكس (عام 2007 , 2015)
  - دورة G2 تحت 30 كليمكس (2003)
  - كاس نيو جابان (2005 , 2008)
  - دورة بطولة IWGP للوزن الثقيل
  - دوري بطولة IWGP تحت30 للوزن المفتوح (2005)
  - دورة U-30 ون نايت للفرق (2004) مع تايجي أيشموري
  - جائزة MVP لفرق الوزن الثقيل (2005) مع شينسوكي ناكامورا
  - جائزة روح القتال (2002)
  - جائزة الأداء المتميز (2003,2004)
  - جائزة الموجة الجديدة (2002)
  - جائزة بيست بوت (2004) ضد هيرويوشي تينزان في 15 أغسطس
  - جائزة الأسد الصغير (2001)
- مجلة برو رسلينق أليستريتد
  - تم تصنيفه في المرتبة 3# في قائمة أفضل 500 مصارع لهذا العام (2013)
- توكيو سبورتس
  - جائزة أفضل نزال (2012) ضد كازوشيكا اوكادا
  - جائزة روح القتال (2003,2006)
  - جائزة MVP (أفضل لاعب) (2009,2011,2014)
  - جائزة الأداء (2007)
- برو رسلينق نواه
  - بطولة GHC للفرق (مرة واحدة) مع يوجي ناغاتا
- نشرة ريسلنق أوبزيرفر
  - مباراة 5 نجوم (2012) ضد مينورو سوزوكي في 8 أكتوبر
  - مباراة 5 نجوم (2013) ضد كازوشيكا اوكادا في 7 أبريل
  - مباراة 5 نجوم (2013) ضد كازوشيكا اوكادا في 14 أكتوبر
  - مباراة 5 نجوم (2014) ضد كاتسويوري شيباتا في 21 سبتمبر
  - مباراة 5 نجوم (2015) ضد شينسوكي ناكامورا في 16 أغسطس
  - مباراة 5 نجوم (2016) ضد كازوشيكا اوكادا في 4 يناير
  - مباراة 5 نجوم (2017) ضد تيتسويا نايتو في 11 أغسطس
  - أفضل عداوة لهذا العام (2012,2013) ضد كازوشيكا اوكادا
  - أفضل مباراة مصارعة لهذا العام (2012) ضد مينورو سوزوكي في 8 أكتوبر
  - أفضل مباراة مصارعة لهذا العام (2013) ضد كازوشيكا اوكادا في 7 أبريل
  - صاحب الكاريزما (2013)
  - أفضل مصارع لهذا العام (2011 إلى 2013)
  - أكثر مصارع بارز (2012,2013)
  - قاعة المشاهير الخاصة بنشرة ريسلنق أوبزيرفر (دفعة عام 2013)

## وصلات خارجية
- هيروشي تاناهاشي على موقع IMDb (الإنجليزية)
- هيروشي تاناهاشي على موقع قاعدة بيانات الفيلم (الإنجليزية)
- هيروشي تاناهاشي على موقع WrestlingData.com (الإنجليزية)
- هيروشي تاناهاشي على موقع CageMatch worker (الإنجليزية)
- هيروشي تاناهاشي على موقع قاعدة بيانات المصارعة على الإنترنت (الإنجليزية)
- هيروشي تاناهاشي على موقع عالم المصارعة على الإنترنت (الإنجليزية)
- هيروشي تاناهاشي على موقع عالم المصارعة على الإنترنت (الإنجليزية)

- هيروشي تاناهاشي في موقع اتحاد نيو جابان برو رسلينق (أن جي بي دبليو NJPW)